# Герасим Калугера
Герасим Трайчев – Калугера е български духовник, деец на ранното Българско възраждане в Югозападна Македония.

## Биография
Роден е със светското име Трайко Попанастасов Куслев (изписване до 1945 година: Трайко Попъ Анастасовъ Куслевъ) около 1823/1824 година в леринското село Търсие, тогава в Османската империя, днес Тривуно, Гърция. Родът му е от Галичник. На 17 години заминава за Света гора, където се установява като слуга в манастира Дохияр, а по-късно в Хилендар. В Света гора остава близо 20 години. Връща се в Търсе и в 1863 година отваря първото българско училище, в което преподава на български език. Организира съселяните си за построяване на нова училищна сграда и нова църква - „Свети Никола“, построена в 1860 – 1863 година, в която самият той служи на български. За тези му опити за съживяване на българщината костурският митрополит Никифор прави няколко безуспешни опита да го убие. В едно от тези покушения участват старите гъркомански попове Манго и Лажгов.
В Библия, подарена на църквата в родното му Търсие, оставя следните автобиографични бележки:
| „ | 1863 лета Го-на отъ рождество Христово се отвори училишчето българско в село Търсѣ костурско оќрѫжие. Го забележваме – писмено на благовѣствуванието, да знаете на кое време се отвория училишчата. От сите училишча първо е Търсянското отворено, со голема борба, се бори отецъ Герасимъ свѣтогорски инокъ за вѣчная паметь на старитѣ Дибранци придойдени въ Търсѣ 1800 година, Стоянъ, Трайче свещеникъ, от насъ синоветѣ му Дине, Лазе и преподобни Герасимъ първъ учитель българский за въ Костурско, Леринско и Битолско и во всичка Македония. Свещеноинокъ. Герасимъ учитель българский, От 1863 година въ месецъ жетваръ... Въ 20 дена следува училишчето 1863 год. Откакъ си дойдохъ отъ Света Гора на юлия 20 дена. | “ |

Отец Герасим умира през 1889 година.
- Страница от биографичните бележки на Отец Герасим.
- Страница от биографичните бележки на Отец Герасим.
- Страница от биографичните бележки на Отец Герасим.

## Памет
През 1914 година преселници от Търсие в Торонто, Канада основават Българско икономическо взаимоспомагателно дружество, наречено „Отец Герасим“.
В 1915 година костурчанинът учител Георги Райчев пише:
| „ | ...Имаха си [туренци] български църкви с български свещеници поп Стоян Лашко и поп Никола. Имаха си и свои от селото учители: калугера Герасим, първия български учител, когото старите попове се опитваха да удушат, но благодарение на Бога при запушуване на устатат му, ненадейно пристигнал в църквата един селянин и като заварил поповете да го душат, надал глас и се притекъл на помощ за избавление, дошли и други на помощ и тъй едвам избавили своя калугер и учител. Тези попове били подкупени от гръцкия владика... Борбите в Македония с гърци и подкупени гъркомани били неописуемо тежки. | “ |

Борис Попов предава спомените на баща си поп Никола за учителя му отец Герасим:
| „ | Милееше за родния си край отец Герасим, обичаше хората му и какво ли не правеше за тях. Издигна им чудна черква с резба и с икони, изписани на старославянски език; а две години по-късно, благодарение пак на него, изправи снага ток до самата черква и първото българско училище в цялата Леринска околия... Псалтирът, евангелието, требникът, служебникът и апостолите, написани на славянобългарски, бяха нашите учебници... | “ |